# Oczyszczanie dysku
Oczyszczanie dysku (cleanmgr.exe) – narzędzie konserwacyjne zawarte w systemie Microsoft Windows, służące do zwalniania miejsca na dysku. Program najpierw skanuje i analizuje dysk twardy pod kątem plików, które są zbędne (np. pliki tymczasowe lub kopie po instalacji aktualizacji), a następnie pozwala je usunąć. Istnieje szereg różnych kategorii plików i opcji:
- Kompresuj stare pliki
- Tymczasowe pliki Internetowe
- Tymczasowe pliki systemu Windows
- Pobrane pliki programów
- Kosz
- Usuwanie nieużywanych aplikacji czy dodatkowych składników systemu Windows
- Pliki dziennika instalatora
- Strony Web w trybie Offline (cache)
- Pliki raportowania błędów systemu Windows
- Pliki dziennika konfiguracji
- Miniatury
- Kopie po instalacji aktualizacji Windows Update
- Pliki kopii zapasowej dodatku Service Pack
- Pliki instalacyjne pakietu Microsoft Office

Powyższa lista jednak się nie kończy, gdyż na przykład „Pliki tymczasowe pulpitu zdalnego” czy „Tymczasowe pliki synchronizacji” mogą przejawiać się tylko w niektórych konfiguracjach systemowych przez różnice między wersjami systemu Windows i korzystanie z dodatkowych funkcji takich jak pulpit zdalny. Możliwość usunięcia pliku hibernacji może nie być idealnym rozwiązaniem dla niektórych użytkowników, ponieważ wyłączy opcję hibernacji.
Oprócz usuwania zbędnych plików, Użytkownicy mają możliwość skompresowania plików, które nie były używane przez określony okres. Ta opcja zapewnia systematyczny schemat kompresji. Rzadko używane pliki zostają skompresowane, aby zwolnić miejsce na dysku, pozostawiając przy tym często używane pliki bez kompresji w celu ich szybszego odczytu/zapisu. Jeśli po kompresji plików, użytkownik zapragnie otworzyć plik skompresowany, czas dostępu może zostać zwiększony i różnić się od systemu do systemu.
W dodatku do kategorii, które są wyświetlane na karcie Oczyszczanie dysku, karta Więcej opcji oferuje dodatkowe opcje, aby zwolnić miejsce na dysku poprzez usunięcie dodatkowych składników systemu Windows, zainstalowanych programów i wszystkie z wyjątkiem ostatniego punktu przywracania systemu lub kopii poprzednich wersji plików (tzw. Shadow Copy) w niektórych wersjach systemu Windows począwszy od Visty.